# Ganascus ptinoides
Ganascus ptinoides es una especie de coleóptero de la familia Aderidae.

## Distribución geográfica
Habita en  el sureste de Estados Unidos.